# 1823 dans le catholicisme
Chronologie du catholicisme
- 1819
- 1820
- 1821
- 1822
- 1823
- 1824
- 1825
- 1826
- 1827

Cet article présente les faits marquants de l'année 1823 dans le catholicisme.

## Évènements
- 10 mars : Création de 13 cardinaux par Pie VII.
- 16 mai : Création d'un cardinal par Pie VII.
- 15-16 juillet : Incendie détruisant une majeure partie de la Basilique Saint-Paul-hors-les-Murs.
- 2 au 28 septembre : Conclave consécutif au décès de Pie VII, et élection de Léon XII.

## Naissances
- 22 janvier : Mario Mocenni, cardinal italien de la Curie, précédemment diplomate du Saint-Siège et archevêque titulaire d'Héliopolis-en-Phénicie (de) († 14 novembre 1904)
- 23 février : Désiré Carnel, prêtre et peintre français († 22 mars 1899)
- 26 février : Émile Bougaud, prélat français, évêque de Laval († 7 novembre 1888)
- 22 août : Saint Louis Martin, père de Sainte Thérèse de Lisieux († 29 juillet 1894)

## Décès
- 4 février : François de Pierre de Bernis, prélat français, archevêque de Rouen (° 29 décembre 1752)
- 19 mars : Louis Marie de Bourbon, cardinal espagnol, archevêque de Tolède (° 22 mai 1777)
- 21 mars : Jean-Baptiste Demandre, prêtre français, député du clergé aux États généraux, évêque constitutionnel du Doubs (° 23 octobre 1739)
- 24 mars : François-Marie-Christophe Grandin, prêtre réfractaire français, député du clergé aux États généraux (° 16 avril 1755)
- 5 avril : Dominique Lacombe, prélat français, évêque constitutionnel de la Gironde puis évêque d'Angoulême (° 27 juillet 1749)
- 13 avril : Antonio Felice Zondadari, cardinal italien, archevêque de Sienne (° 14 janvier 1740)
- 8 mai : Viviano Orfini, cardinal italien de la Curie (° 23 août 1751)
- 28 juin : Pierre-Vincent Dombidau de Crouseilles, prélat français, évêque de Quimper (° 19 juillet 1751)
- 10 août : Thomas Lindet, prêtre, homme politique et révolutionnaire français, évêque constitutionnel de l'Eure (° 13 novembre 1743)
- 20 août : Pie VII, 251e pape, serviteur de Dieu (° 14 août 1742)
- 28 octobre : Jean-Pierre Malrieu, prêtre français, député du clergé aux États généraux (° 19 novembre 1740)
- 8 décembre : Jean-Baptiste Grosier, prêtre jésuite et critique littéraire et d'art français (° 17 mars 1743)
- 21 décembre : Domenico Spinucci, cardinal italien, archevêque de Bénévent (° 2 mars 1739)